# Ralf Seuntjens
Ralf Seuntjens (Breda, 17 aprile 1989) è un calciatore olandese, attaccante del Lommel.

## Biografia
È il fratello di Mats, a sua volta calciatore.

## Carriera
Ha giocato nella prima divisione olandese.

## Statistiche

### Presenze e reti nei club
Statistiche aggiornate al 24 settembre 2017.
| Stagione              | Squadra               | Campionato            | Campionato | Campionato | Coppe nazionali | Coppe nazionali | Coppe nazionali | Coppe continentali | Coppe continentali | Coppe continentali | Altre coppe | Altre coppe | Altre coppe | Totale | Totale | Totale |
| Stagione              | Squadra               | Comp                  | Pres       | Reti       | Comp            | Pres            | Reti            | Comp               | Pres               | Reti               | Comp        | Pres        | Reti        | Pres   | Reti   |        |
| --------------------- | --------------------- | --------------------- | ---------- | ---------- | --------------- | --------------- | --------------- | ------------------ | ------------------ | ------------------ | ----------- | ----------- | ----------- | ------ | ------ | ------ |
| 2008-2009             | RBC Roosendaal        | ED                    | 4          | 0          | CO              | -               | -               | -                  | -                  | -                  | -           | -           | -           | 4      | 0      |        |
| 2009-2010             | RBC Roosendaal        | ED                    | 29         | 1          | CO              | 2               | 0               | -                  | -                  | -                  | -           | -           | -           | 31     | 1      |        |
| 2010-2011             | RBC Roosendaal        | ED                    | 27         | 7          | CO              | 1               | 0               | -                  | -                  | -                  | -           | -           | -           | 28     | 7      |        |
| Totale RBC Roosendaal | Totale RBC Roosendaal | Totale RBC Roosendaal | 60         | 8          |                 | 3               | 0               |                    | -                  | -                  |             | -           | -           | 63     | 8      |        |
| 2011-2012             | Den Bosch             | ED                    | 26+6       | 7          | CO              | 1               | 0               | -                  | -                  | -                  | -           | -           | -           | 33     | 7      |        |
| 2012-2013             | Den Bosch             | ED                    | 23         | 8          | CO              | 4               | 0               | -                  | -                  | -                  | -           | -           | -           | 27     | 8      |        |
| 2013-2014             | Den Bosch             | ED                    | 38+1       | 5+1        | CO              | 1               | 0               | -                  | -                  | -                  | -           | -           | -           | 40     | 6      |        |
| Totale Den Bosch      | Totale Den Bosch      | Totale Den Bosch      | 87+7       | 20+1       |                 | 6               | 0               |                    | -                  | -                  |             | -           | -           | 100    | 21     |        |
| 2014-2015             | Telstar               | ED                    | 36         | 17         | CO              | 0               | 0               | -                  | -                  | -                  | -           | -           | -           | 36     | 17     |        |
| 2015-2016             | VVV-Venlo             | ED                    | 36+2       | 28+1       | CO              | 1               | 0               | -                  | -                  | -                  | -           | -           | -           | 39     | 29     |        |
| 2016-2017             | VVV-Venlo             | ED                    | 38         | 15         | CO              | 2               | 0               | -                  | -                  | -                  | -           | -           | -           | 40     | 15     |        |
| 2017-2018             | VVV-Venlo             | E                     | 6          | 0          | CO              | 0               | 0               | -                  | -                  | -                  | -           | -           | -           | 6      | 0      |        |
| Totale VVV-Venlo      | Totale VVV-Venlo      | Totale VVV-Venlo      | 80+2       | 43+1       |                 | 3               | 0               |                    | -                  | -                  |             | -           | -           | 85     | 44     |        |
| Totale carriera       | Totale carriera       | Totale carriera       | 263+9      | 88+2       |                 | 12              | 0               |                    | -                  | -                  |             | -           | -           | 284    | 90     |        |

## Palmarès

### Club

#### Competizioni nazionali
- Eerste Divisie: 1

VVV-Venlo: 2016-2017

### Individuale
- Capocannoniere dell'Eerste Divisie: 1

2015-2016 (28 gol)